# Водо-водяной энергетический реактор

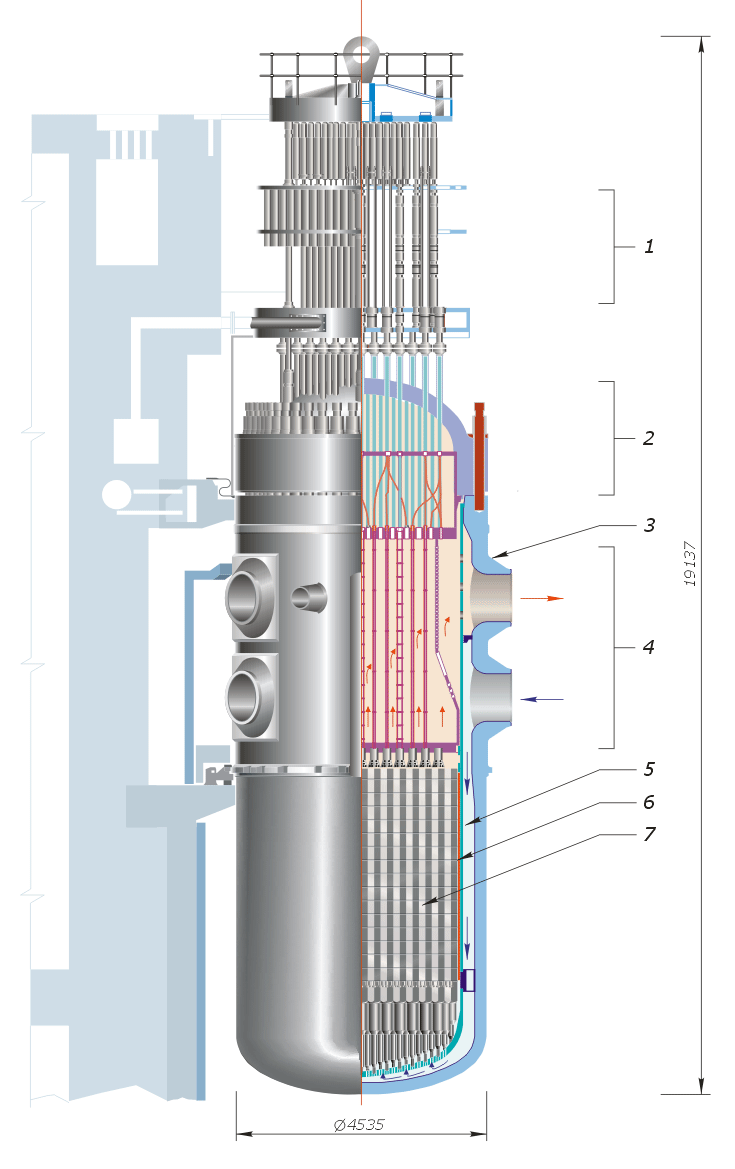
Устройство реактора ВВЭР-1000: 1 — привод СУЗ; 2 — крышка реактора; 3 — корпус реактора; 4 — блок защитных труб (БЗТ); 5 — шахта; 6 — выгородка активной зоны; 7 — топливные сборки (ТВС), регулирующие стержни;

ВВЭР (водо-водяной энергетический реактор) — водо-водяной корпусной энергетический ядерный реактор с водой под давлением, представитель одной из наиболее удачных ветвей развития ядерных энергетических установок, получивших широкое распространение в мире.
Общее название реакторов этого типа в других странах — PWR, они являются основой мировой мирной ядерной энергетики. Первая станция с таким реактором была запущена в США в 1957 году (АЭС Шиппингпорт).
ВВЭР был разработан в СССР одновременно с реактором РБМК и обязан своим происхождением одной из рассматривающихся в то время реакторных установок для атомных подводных лодок. Идея реактора была предложена в Курчатовском институте С. М. Фейнбергом. Работы над проектом начались в 1954 году, в 1955 году ОКБ «Гидропресс» приступило к его разработке. Научное руководство осуществляли И. В. Курчатов и А. П. Александров.
Первый советский ВВЭР (ВВЭР-210) был введён в эксплуатацию в 1964 году на первом энергоблоке Нововоронежской АЭС. Первой зарубежной станцией с реактором ВВЭР-70 стала введённая в работу в 1966 году АЭС Райнсберг (ГДР).
Создатели реакторов ВВЭР:
- научный руководитель: Курчатовский институт (г. Москва)
- разработчик: ОКБ «Гидропресс» (г. Подольск)[2]
- изготовитель: Ижорские заводы (г. Санкт-Петербург), Атоммаш (г. Волгодонск, с начала 90-х до 2012 года производство реакторов было остановлено) и компания ŠKODA JS (Чехия, до начала 90-х)[3]

## Характеристики ВВЭР
| Характеристика                        | ВВЭР-210               | ВВЭР-365         | ВВЭР-440                                | ВВЭР-1000             | ВВЭР-1200 (В-392M) | ВВЭР-ТОИ | ВВЭР-600 |
| ------------------------------------- | ---------------------- | ---------------- | --------------------------------------- | --------------------- | ------------------ | -------- | -------- |
| Тепловая мощность реактора, МВт       | 760                    | 1325             | 1375                                    | 3000                  | 3212               | 3300     | 1600     |
| К. п. д., (нетто) %                   | 25,5                   | 25,7             | 29,7                                    | 31,7                  | 35,7               | 37,9     | 35       |
| Давление пара, кгс/см²                |                        |                  |                                         |                       |                    |          |          |
| перед турбиной                        | 29,0                   | 29,0             | 44,0                                    | 60,0                  | 70,0               |          |          |
| в первом контуре                      | 100                    | 105              | 125                                     | 160,0                 | 165,1              | 165.2    | 162      |
| Температура воды, °C:                 |                        |                  |                                         |                       |                    |          |          |
| на входе в реактор                    | 250                    | 250              | 269                                     | 289                   | 298,2              | 297,2    | 299      |
| на выходе из реактора                 | 269                    | 275              | 300                                     | 319                   | 328,6              | 328,8    | 325      |
| Диаметр активной зоны, м              | 2,88                   | 2,88             | 2,88                                    | 3,12                  | —                  |          |          |
| Высота активной зоны, м               | 2,50                   | 2,50             | 2,50                                    | 3,50                  | —                  | 3,73     |          |
| Диаметр ТВЭЛа, мм                     | 10,2                   | 9,1              | 9,1                                     | 9,1                   | 9,1                | 9,1      |          |
| Число ТВЭЛов в кассете (ТВС)          | 90                     | 126              | 126                                     | 312                   | 312                | 313      |          |
| Количество кассет (ТВС)               | 349 (312+АРК (СУЗ) 37) | 349 (276+АРК 73) | 349 (276+АРК 73), (312+АРК 37) Кольская | 151 (109+СУЗ 42), 163 | 163                | 163      | 121      |
| Загрузка урана, т                     | 38                     | 40               | 42                                      | 66                    | 76-85,5            | 87,3     |          |
| Среднее обогащение урана, %           | 2,0                    | 3,0              | 3,5                                     | 4,26                  | 4,69               |          |          |
| Среднее выгорание топлива, МВт·сут/кг | 13,0                   | 27,0             | 28,6                                    | 48,4                  | 55,5               |          |          |

## Классификация
| Поколение | Имя       | Модель       | Страна    | Энергоблок                                                                             |
| --------- | --------- | ------------ | --------- | -------------------------------------------------------------------------------------- |
| I         | ВВЭР      | В-210 (В-1)  | Россия    | Нововоронеж-1 (закрыта)                                                                |
| I         | ВВЭР      | В-70 (В-2)   | Германия  | Райнсберг (KKR) (закрыта)                                                              |
| I         | ВВЭР      | В-365 (В-3М) | Россия    | Нововоронеж-2 (закрыта)                                                                |
| II        | ВВЭР-440  | В-179        | Россия    | Нововоронеж-3 (закрыта) Нововоронеж-4 (модернизирована)                                |
| II        | ВВЭР-440  | В-230        | Россия    | Кола 1-2 (1 блок модернизирован, 2 реконструкция)                                      |
| II        | ВВЭР-440  | В-230        | Германия  | Грайфсвальд 1-4 (закрыта)                                                              |
| II        | ВВЭР-440  | В-230        | Болгария  | Козлодуй 1-4 (закрыта)                                                                 |
| II        | ВВЭР-440  | В-230        | Словакия  | Богунице 1-2 (закрыта)                                                                 |
| II        | ВВЭР-440  | В-213        | Россия    | Кола 3-4                                                                               |
| II        | ВВЭР-440  | В-213        | Германия  | Грайфсвальд-5 (закрыта)                                                                |
| II        | ВВЭР-440  | В-213        | Украина   | Ровно 1-2                                                                              |
| II        | ВВЭР-440  | В-213        | Венгрия   | Пакш 1-4                                                                               |
| II        | ВВЭР-440  | В-213        | Чехия     | Дукованы 1-4                                                                           |
| II        | ВВЭР-440  | В-213        | Финляндия | Ловииса 1-2                                                                            |
| II        | ВВЭР-440  | В-213        | Словакия  | Богунице 3-4 Моховце 1-2                                                               |
| II        | ВВЭР-440  | В-213+       | Словакия  | Моховце 3 Моховце 4 (идёт строительство)                                               |
| II        | ВВЭР-440  | В-270        | Армения   | Армянская-1 (закрыта) Армянская-2                                                      |
| III       | ВВЭР-1000 | В-187        | Россия    | Нововоронеж-5                                                                          |
| III       | ВВЭР-1000 | В-302        | Украина   | Южно-Украинск-1                                                                        |
| III       | ВВЭР-1000 | В-338        | Украина   | Южно-Украинск-2                                                                        |
| III       | ВВЭР-1000 | В-338        | Россия    | Калинин 1-2                                                                            |
| III       | ВВЭР-1000 | В-320        | Россия    | Балако́во 1-4 Калинин 3-4 Ростов 1-4                                                    |
| III       | ВВЭР-1000 | В-320        | Украина   | Ровно 3-4 Запорожье 1-6 Хмельницкий 1-2 Южно-Украинск-3                                |
| III       | ВВЭР-1000 | В-320        | Болгария  | Козлодуй 5-6                                                                           |
| III       | ВВЭР-1000 | В-320        | Чехия     | Темелин 1-2                                                                            |
| III       | ВВЭР-1000 | В-428        | Китай     | Тяньвань 1-2                                                                           |
| III       | ВВЭР-1000 | В-428М       | Китай     | Тяньвань 3-4                                                                           |
| III       | ВВЭР-1000 | В-412        | Индия     | Куданкулам 1-2 Куданкулам 3-6 (идёт строительство)                                     |
| III       | ВВЭР-1000 | В-446        | Иран      | Бушер-1                                                                                |
| III+      | ВВЭР-1000 | В-528        | Иран      | Бушер-2 (идёт строительство)                                                           |
| III+      | ВВЭР-1200 | В-392M       | Россия    | Нововоронеж 6-7                                                                        |
| III+      | ВВЭР-1200 | В-491        | Россия    | Балтийск 1-2 (стройка заморожена) Ленинград 2 1-2 Ленинград 2 3-4 (идёт строительство) |
| III+      | ВВЭР-1200 | В-491        | Беларусь  | Беларусь 1-2                                                                           |
| III+      | ВВЭР-1200 | В-491        | Китай     | Тяньвань 7-8 (идёт строительство) Сюйдапу 3-4 (идёт строительство)                     |
| III+      | ВВЭР-1200 | В-509        | Турция    | Аккую 1-4 (идёт строительство)                                                         |
| III+      | ВВЭР-1200 | В-523        | Бангладеш | Руппур 1-2 (идёт строительство)                                                        |
| III+      | ВВЭР-1200 | В-529        | Египет    | Эль-Дабаа 1-4 (идёт строительство)                                                     |
| III+      | ВВЭР-1300 | В-510К       | Россия    | Курск 2 1-2 (идёт строительство)                                                       |

## ВВЭР-210
ВВЭР-210 (В-1), созданный в Курчатовском институте, стал первым энергетическим водо-водяным реактором корпусного типа. Физический пуск «с открытой крышкой» был проведён в декабре 1963 года, 8 сентября 1964 года реактор был выведен в критическое состояние, 30 сентября подключён к энергосети в качестве первого энергоблока Нововоронежской АЭС им. 50-летия СССР (НВАЭС). К 27 декабря реактор вышел на проектную мощность, оказавшись на тот момент самым мощным энергоблоком в мире. На нём были отработаны традиционные технические решения:
- шестигранная форма кассет,
- материалы для оболочек твэлов,
- форма, материалы, корпус и опора реактора,
- приводы СУЗ,
- системы температурного контроля и энерговыделения.

За разработку блока была присуждена Государственная премия СССР за 1967 г.
В 1984 году первый блок был выведен из эксплуатации.

## ВВЭР-70
В соответствии с Постановлением Совета Министров СССР от 17 июля 1956 года в октябре 1956 года Институтом атомной энергии было разработано техническое задание на проект ВВЭР электрической мощностью 70 МВт для АЭС Райнсберг в ГДР. В январе 1957 года началась разработка ОКБ «Гидропресс» технического проекта ВВЭР-70 (В-2). В конце 1958 года технический проект реактора В-2 был закончен. Разработка проекта В-2 велась с разрывом времени менее двух лет с проектом В-1, поэтому многие технические решения были аналогичны, но были и принципиальные отличия — крышка реактора полуэллиптической формы вместо плоской, однорядное расположение патрубков Ду 500.
После успешного завершения горячей обкатки, физического и энергетического пусков АЭС «Райнсберг» была 6 мая 1966 года включена в электрическую сеть и 11 октября 1966 года сдана в эксплуатацию.
АЭС «Райнсберг» была в эксплуатации до 1988 года и по исчерпании проектного срока службы была снята с эксплуатации. Срок службы можно было продлить, но после объединения Германии АЭС была закрыта из-за различий в стандартах безопасности.

## ВВЭР-365
Реакторная установка ВВЭР-365 (В-ЗМ) предназначалась для второго блока как более совершенный вариант энергоблока, после ВВЭР-1 и ВВЭР-2. Начало работ определялось постановлением Правительства от 30 августа 1962 года. Среди поставленных задач были сжатые сроки проведения научно-исследовательских работ на базе накопленного опыта.
Среди основных решений ВВЭР-365:
- увеличение среднего подогрева активной зоны до 25°С;
- сохранение диаметра главных циркуляционных насосов при увеличении расхода и давления теплоносителя за счёт добавления 2 петель;
- принятие принципа «сухой» перегрузки кассет;
- применение выгорающих поглотителей;
- создание универсальных регулирующих кассет;
- снижение неравномерности нейтронного поля.

Кроме того, в активной зоне были увеличены поверхности твэлов за счёт уменьшения диаметров и замены на другой тип кассет (при этом в каждой кассете находилось 120 шт. твэлов вместо 90). В свою очередь это потребовало целого ряда конструктивных решений, как в геометрии и изготовлении кассет и твэлов, так и корпуса самого реактора.
Блок был построен и запущен в 1969 году. Реактор ВВЭР-365 является промежуточным между первым и вторым поколениями.
На ВВЭР-210 и ВВЭР-365 проверены возможности повышения тепловой мощности реактора при неизменном объёме регулирования реактора поглощающими добавками к теплоносителю и др. В 1990 г. ВВЭР-365 выведен из эксплуатации.

## ВВЭР-440

Сравнение упаковки ТВС реакторов ВВЭР-440 и ВВЭР-1000

Разработчик ОКБ «Гидропресс» (г. Подольск Московской области). Первоначально планировался на мощность 500 МВт (Электрическую), но из-за отсутствия подходящих турбин был переделан на 440 МВт (2 турбины К-220-44 ХТГЗ по 220 МВт).
ВВЭР-440 действуют на:
- 3 и 4 блоках Нововоронежской АЭС
- Кольской АЭС
- 1 и 2 блоках (дубльблок) Ровенской АЭС
- 1 и 2 блоках АЭС «Ловииса» (Финляндия)
- 1-4 блоках АЭС «Козлодуй» (Болгария)
- 1-4 блоках АЭС «Пакш» (Венгрия)
- 3 и 4 блоках АЭС «Богунице» (Словакия)
- 1 и 2 блоках АЭС «Моховце» (Словакия)
- 1-4 блоках АЭС «Дукованы» (Чехия)
- 2 блок Армянской АЭС
- а также действовали/строились на ныне закрытой восточно-германской АЭС «Грайфсвальд».

С 2009 года возобновились работы по достройке и вводу в эксплуатацию 3 и 4 блоков словацкой АЭС Моховце.

## ВВЭР-1000

Пространственная схема первого контура с РУ ВВЭР-1000/320.

Активная зона ВВЭР-1000 набирается из 163 топливных кассет, в каждой из которых по 312 ТВЭЛов. Равномерно по кассете распределены 18 направляющих трубок. В направляющих трубках, в зависимости от положения кассеты в активной зоне, приводом может перемещаться пучок из 18 поглощающих стержней (ПС) органа регулирования системы управления и защиты (ОР СУЗ). Сердечник ПС изготовлен из дисперсионного материала (карбид бора в матрице из алюминиевого сплава, могут применяться и другие поглощающие материалы: титанат диспрозия, гафний). В направляющих трубках (при нахождении не под ОР СУЗ) также могут быть размещены стержни выгорающего поглотителя (СВП), материал сердечника СВП — бор в циркониевой матрице, в настоящее время произведён полный переход с извлекаемых СВП на интегрированный в топливо поглотитель (оксид гадолиния). Сердечники ПС и СВП (Стержень выгорающего поглотителя) диаметром 7 мм заключены в оболочки из нержавеющей стали размером 8,2×0,6 мм. Кроме систем ПС и СВП в ВВЭР-1000 применяют и систему борного регулирования.
Мощность блока с ВВЭР-1000 повышена по сравнению с мощностью блока с ВВЭР-440 благодаря изменению ряда характеристик. Увеличены объём активной зоны в 1,65 раза, удельная мощность активной зоны в 1,3 раза и КПД блока.
Среднее выгорание топлива при трёх частичных перегрузках за кампанию составляло первоначально 40 МВт·сут/кг, в настоящий момент доходит до примерно 50 МВт·сут/кг.
Масса корпуса реактора составляет порядка 330 т.
ВВЭР-1000 и оборудование первого контура с радиоактивным теплоносителем размещены в защитной оболочке из предварительно напряжённого железобетона, называемой гермооболочкой или контейнментом. Она обеспечивает безопасность блока при авариях с разрывом трубопроводов первого контура.
Существует несколько проектов реакторных установок на основе реактора ВВЭР-1000:
- ВВЭР-1000 (В-187) — блок № 5 Нововоронежской АЭС (головной блок ВВЭР-1000)
- ВВЭР-1000 (В-338, В-302) — так называемая «малая серия», блоки № 1,2 Калининской АЭС, блоки № 1,2 Южно-Украинской АЭС
- ВВЭР-1000 (В-320) — «большая серия». Все блоки Балаковской АЭС, Ростовской АЭС, Запорожской АЭС, блоки № 3,4 Калининской АЭС, блоки № 1,2 Хмельницкой АЭС, блоки № 3,4 Ровенской АЭС, блок № 3 Южно-Украинской АЭС, блоки № 1,2 АЭС «Темелин», блоки № 5,6 АЭС «Козлодуй». Предполагался к установке на Крымской АЭС
- ВВЭР-1000 (В-341) — на базе В-320, предварительно АЭС-91 для блока № 3 АЭС «Ловииса» (1981 г., строительство не начиналось)
- ВВЭР-1000 (В-392) — АЭС-88, рассчитана на сейсмическое воздействие при проектном землетрясении в 7 баллов по шкале MSK 64 и при максимальном расчётном землетрясении в 8 баллов по шкале MSK 64.
- ВВЭР-1000 (В-392Б) — на базе В-320 и В-392, АЭС-92 для блоков № 5,6 Балаковской АЭС и блоков № 3,4 Хмельницкой АЭС (недостроенные)
- ВВЭР-1000 (В-410) — на базе В-392, первый вариант проекта АЭС-92 для НП-1000 (строительство не начиналось)
- ВВЭР-1000 (В-412) — на базе В-392, АЭС-92 рассчитана на сейсмическое воздействие, специфичное для площадки АЭС «Куданкулам», по заказу Индии
- ВВЭР-1000 (В-413) — на базе В-392, первый вариант проекта АЭС-91 для блока № 3 АЭС «Ловииса» (1991 г., недостроенный)
- ВВЭР-1000 (В-428, В-428М) — на базе В-392, АЭС-91 рассчитана на сейсмическое воздействие при проектном землетрясении в 7 баллов по шкале MSK 64, для блоков № 1-4 Тяньваньской АЭС, по заказу КНР
- ВВЭР-1000 (В-446) — на базе В-392, АЭС-92 для работы с оборудованием KWU на Бушерской АЭС
- ВВЭР-1000 (В-466) — на базе В-392, АЭС-91
- ВВЭР-1000 (В-466Б) — на базе В-392, АЭС-92
- ВВЭР-1000 (В-511) — на базе В-510, ВВЭР-ТОИ (потенциальный проект)
- ВВЭР-1000 (В-528) — на базе В-466Б, АЭС-92 для блоков № 2,3 Бушерской АЭС

На основе ВВЭР-1000 разработан реактор большей мощности: 1150 МВт.

## ВВЭР-1200
В настоящее время ОАО Концерн «Росэнергоатом» разработал типовой реактор на 1150 МВт электрической мощности. Работы в рамках проекта создания нового реактора получили название проект «АЭС-2006». Первый энергоблок с реактором ВВЭР-1200 планировалось запустить в 2013 году, в рамках проекта сооружения Нововоронежской АЭС-2, однако в результате сроки были сдвинуты на 4 года. 27 февраля 2017 года на Нововоронежской АЭС введён в промышленную эксплуатацию шестой энергоблок, 31 октября 2019 года — седьмой энергоблок (оба в рамках проекта «АЭС-2006» с реакторной установкой ВВЭР-1200 и электрической мощностью 1200 мегаватт). Первый энергоблок Ленинградской АЭС-2 введён в эксплуатацию 29 октября 2018 года, второй энергоблок 23 октября 2020 года подключён к единой энергосистеме России. Помимо этого, реакторы ВВЭР-1200 используются при строительстве первой Белорусской АЭС возле города Островец Гродненской области. Российское предприятие «Силовые машины» 13.10.2016 отгрузило на Белорусскую АЭС статор турбогенератора мощностью 1200 МВт.
Существует несколько проектов реакторных установок на основе реактора ВВЭР-1200:
- ВВЭР-1200 (В-392М), АЭС-2006/92 — блоки № 1,2 Нововоронежской АЭС-2
  - ВВЭР-1200 (В-501), АЭС-2006М — на базе В-392, двух-петельный вариант
  - ВВЭР-1200 (В-513), АЭС-2010 — на базе В-392М и В-510
  - ВВЭР-1200 (В-523), АЭС-2006/92 — на базе В-392М и В-510, блоки № 1,2 АЭС Руппур
- ВВЭР-1200 (В-491), АЭС-2006/91 — блоки № 1-4 Ленинградской АЭС-2, блоки № 1,2 Белорусской АЭС
  - ВВЭР-1200 (В-508), МИР.1200 — на базе В-491
  - ВВЭР-1200 (В-522), АЭС-2006/Е — на базе В-491, блок № 1 АЭС Ханхикиви
  - ВВЭР-1200 (В-527), АЭС-2006/Е — на базе В-491, блоки № 5,6 АЭС Пакш-2 (Стандартная модель с 22 декабря 2017 г.)[25]
  - ВВЭР-1200 (В-529), АЭС-2006/Е — на базе В-491, блоки № 1-4 АЭС эд-Дабаа

Особенности ВВЭР-1200
АЭС на основе ВВЭР-1200 характеризуются повышенным уровнем безопасности, позволяющим отнести их к поколению «3+». Это достигнуто внедрением новых «пассивных систем безопасности», которые способны функционировать без вмешательства операторов даже при полном обесточивании станции. На энергоблоке № 1 НВАЭС-2 в качестве таких систем применены система пассивного отвода тепла от реактора, пассивная система каталитического удаления водорода и ловушка расплава активной зоны. Другой особенностью проекта стала двойная защитная оболочка, в которой внутренняя оболочка предотвращает утечку радиоактивных веществ при авариях, а внешняя оболочка противостоит природным и техногенным воздействиям, таким как, например, смерчи или падение самолёта.

## ВВЭР-1300
Следующая модификация реактора ВВЭР связан с проектом «ВВЭР-ТОИ». где «ТОИ» — это аббревиатура, означающая три основных принципа, которые заложены в проектирование атомной станции: типизация принимаемых решений, оптимизация технико-экономических показателей проекта «АЭС-2006» и информатизация.
В проекте «ВВЭР-ТОИ» постепенно и поэтапно модернизируются отдельные элементы как непосредственно реакторной установки, так и стационарного оборудования, повышаются технологические и эксплуатационные параметры, развивается промышленная база, совершенствуются методы строительства и финансового сопровождения. В полном объёме применены современные новации, относящиеся к направлению водо-водяного корпусного реактора.
Основные направления оптимизации проектных и технических решений в сравнении с проектом «АЭС-2006»:
- оптимизация сочетания целевых показателей экономичности выработки электроэнергии и использования топлива;
- повышение тепловой мощности реактора с увеличением электрической мощности (брутто) до 1250—1300 МВт;
- усовершенствование конструкции активной зоны[27], направленное на увеличение запасов по теплотехнической надёжности её охлаждения;
- дальнейшее развитие пассивных систем безопасности.

В апреле 2018 начато строительство блока № 1 Курской АЭС-2, в апреле 2019 начато строительство блока № 2.
Существует несколько проектов реакторных установок на основе реактора ВВЭР-1300:
- ВВЭР-1300 (В-488), АЭС-2006М — блоки № 3,4 Нововоронежской АЭС-2
- ВВЭР-1300 (В-509), АЭС-2006/Т — на базе В-392М и В-510, блоки № 1-4 АЭС «Аккую»
- ВВЭР-1300 (В-510), АЭС-2010 — блоки № 1,2 Смоленской АЭС-2
- ВВЭР-1300 (В-510К), АЭС-2010 — на базе В-510, блоки № 1,2 Курской АЭС-2

## Достоинства
- Природная доступность замедлителя и теплоносителя (воды);
- Большая безопасность из-за двухконтурности по сравнению с РБМК и BWR. Четыре барьера безопасности: Топливная таблетка, оболочка ТВЭЛ, границы первого контура, герметичное ограждение реакторного отделения. Отрицательный паровой коэффициент реактивности (при вскипании или утекании воды реакция замедляется).
- Отработанность технологии ВВЭР. Реакторы хорошо изучены. Современный уровень техники позволяет гарантировать безопасную работу реактора в течение минимум 60-80 лет, с последующим продлением срока эксплуатации;
- Меньшее количество персонала по сравнению с РБМК (если сравнить Калининскую АЭС (ВВЭР) с Курской то окажется что на Курской работает на 900 человек больше, а электроэнергии было выработано меньше)[28];
- Дешёвое топливо. Есть возможность иметь несколько поставщиков из разных стран. В среднем 1 ТВС используется 5-6 лет. Раз в год заменяется 15-20 % «выгоревшего» топлива.
- Простота хранения отработавшего топлива;
- Относительная простота очищения воды первого контура при выводе из эксплуатации (с помощью выпаривания количество РАО можно сократить в 50-70 раз)[29].

## Недостатки
- Невозможность перегрузки топлива без остановки реактора по сравнению с канальными реакторами РБМК и CANDU;
- Коррозийность воды и необходимость поддержания её химических параметров (химического состава, pH). Необходимость отвода водорода в первом контуре, образующегося в результате радиолиза воды;
- Необходимость применения борного регулирования[30][31][32];
- Необходимость поддержания высокого давления для предотвращения вскипания при Т = 300—360 °C и как следствие большая опасность при авариях по сравнению с другими реакторами (Жидкометаллическими), имеющими меньшее давление;
- Наличие 2-х контуров и необходимость парогенераторов, по сравнению с Кипящими реакторами (BWR), однако наличие 2-го контура является 3-м барьером на пути распространения радиоактивных веществ при эксплуатации и авариях. Например при Аварии на АЭС Три-Майл-Айленд;
- Меньшая равномерность выгорания по сравнению с реакторами типа РБМК;
- Относительно высокое поглощение нейтронов водой что вынуждает использовать обогащённый уран и строить завод для его обогащения, по сравнению с реакторами на тяжёлой воде и природном уране.

## ВВЭР-640 (проект)
Базовый проект атомной электростанции нового поколения повышенной безопасности с реактором ВВЭР-640 разработан СПб «АЭП» и ОКБ «Гидропресс» в рамках подпрограммы «Экологически чистая энергетика», входящей в ФЦП «Топливо и энергия» и утверждён Министром Российской Федерации по атомной энергии протоколом от 11.10.1995.
Проектом обеспечено соответствие международным стандартам и требованиям современных норм и правил по безопасности, действующим в Российской Федерации, достижение оптимального уровня безопасности по сравнению с лучшими проектами в классе реакторов с водой под давлением, выполнение современных требований по экологии и охране окружающей среды на площадке строительства атомной электростанции.
Принципиально новыми техническими решениями, обеспечивающими качественное улучшение показателей ядерной и радиационной безопасности энергоблока, приняты следующие:
- расхолаживание реактора и отвод остаточного тепла от активной зоны осуществляется за счёт систем, действующих по пассивному принципу, то есть не требующих вмешательства оперативного персонала, выдачи управляющих воздействий и внешнего подвода энергии для обеспечения циркуляции теплоносителя в активной зоне;
- удержание расплавленного ядерного топлива (корриума) в корпусе реактора в гипотетическом случае расплавления активной зоны достигается посредством наружного охлаждения корпуса и недопущения его нагрева до температуры плавления за счёт организации в шахте реактора естественной циркуляции воды, которая соответствует мощности остаточных энерговыделений.
- обеспечение отрицательных значений температурных коэффициентов реактивности и подкритичности активной зоны без дополнительного ввода борной кислоты при инцидентах, связанных с вводом положительной реактивности при температуре теплоносителя выше 100 градусов по шкале Цельсия в любой момент загрузки топлива;
- температура оболочки ТВЭЛ для всего спектра проектных аварий не превышает 700 градусов по шкале Цельсия;
- при любых внешних и внутренних воздействиях не требуется эвакуация населения, находящегося за границей площадки АЭС (радиус 1,5 км) и затраты эксплуатирующей организации на поддержание противоаварийной готовности за пределами площадки АЭС исключены.

Сооружение энергоблоков с реактором ВВЭР-640 в условиях повышенной сейсмической активности возможно за счёт применения сейсмоизоляторов, устанавливаемых под фундаментную плиту здания реактора.
В проекте ВВЭР-640 используется оборудование, унифицированное с проектом ВВЭР-1000, включая корпус реактора, парогенератор, приводы СУЗ, компенсатор давления. Основными заводами-изготовителями Северо-западного региона Российской Федерации подтверждена возможность размещения заказов на изготовление оборудования в соответствии со спецификациями, за исключением незначительного перечня оборудования, для которого потребуется освоение новых модификаций типовых компонентов.
Снижение единичной мощности энергоблока по сравнению с реактором ВВЭР-1000 позволяет заказчику расширить диапазон поиска потенциальных площадок размещения атомной станции по условиям подключения к существующим инженерным коммуникациям и инфраструктуре региона, в котором предполагается сооружать атомную станцию.
На Кольской АЭС-2 запланировано строительство ВВЭР-600 до 2035 года. Планируется мощность 600 МВт, проектный срок службы основного оборудования не менее 60 лет, максимальное заимствование оборудование из проектов ВВЭР-1200 и ВВЭР-ТОИ.

## ВВЭР-1500 (проект)
Перспективный проект реактора третьего поколения, являющийся эволюционным развитием проектов ВВЭР-1000 с повышенным уровнем безопасности и экономичности, начатый в 1980-х годах, был временно заморожен в связи с малым спросом и необходимостью разработки новых турбин, парогенераторов и генератора большой мощности, работы возобновлены в 2001 году.

## Перегрузка топлива
На канальных реакторах типа РБМК перегрузка топлива производится на работающем реакторе (что обусловлено технологией и конструкцией и не влияет на вероятность возникновения аварийной ситуации по сравнению с ВВЭР само по себе).
На всех действующих, строящихся и проектируемых АЭС с корпусными реакторами типа ВВЭР перегрузка осуществляется при остановленном реакторе и снижении давления в корпусе реактора до атмосферного. Топливо из реактора удаляется только сверху. Существуют два способа перегрузки: «сухая» (когда ТВС, удалённые из реактора, перемещаются в зону выдержки в герметичном транспортном контейнере) и «мокрая» (когда ТВС, удалённые из реактора, перемещаются в зону выдержки по каналам, заполненным водой).